# Jeu d'adaptation électronique
Les jeux d'adaptation électronique (adaptronic games) sont des ludiciels se composant d'applications et de systèmes d'information qui simulent les processus de la vie observés dans la nature. Ces jeux sont embarqués et flexibles, d'habitude composé de « morceaux tangibles », lesquels oscillent entre les espaces virtuels et réels.
Par exemple, la réalité virtuelle d'un jeu adaptronic s'adapte aux changements réels comme la température.